# Мікродобрива
Мі́кродо́брива — добрива, що містять мікроелементи, речовини, споживані рослинами в невеликих кількостях. Поділяються на борні, мідні, марганцеві, цинкові, кобальтові та інші, а також полімікродобрива, у складі яких 2 і більше мікроелементів.
Як мікроелементи застосовують солі мікроелементів, відходи промисловості (шлаки, шлами), фрити (сплави солей зі склом). Найбільш ефективними формами мікроелементів є хелати (Zn, Cu, B, Mo, Fe, Co) та інші сполуки у складі органічних молекул (боретаноламін та ін).

## Актуальність використання мікродобрив
Мікродобрива є одним з найбільш ефективніших засобів впливу аграрія на продуктивність культури та якість продукції.
Життєво необхідними для рослин та тварин є близько 30 мікроелементів.
При нестачі мікроелементів у рослин починається: руйнування репродуктивних органів і тканин, прояв різноманітних «хлорозів» на листі, відмирання пагонів, коріння, точок росту. Це призводить до значного зменшення урожаю.

## Роль мікроелементів у здоров'ї рослин

### Цинк
Культури, чутливі до нестачі цинку: кукурудза, соя, квасоля, хміль, картопля, льон, овочі, виноград, яблуня, груша, цитрусові.
Цинк сприяє підвищенню жаро-, посухо- та зимостійкості рослин, запобігає передчасному старінню клітин, бере участь в метаболізмі азоту, вуглеводів, фосфатів, а також синтезі регуляторів росту. В кукурудзи цинк бере участь у синтезі хлорофілу та вітамінів В, Р, С, впливає на процес росту та розвитку, підвищує стійкість до несприятливих умов, зокрема заморозків. Цинк необхідний для  
вироблення триптофану – амінокислоти з якої синтезується гормон ауксин. Він бере участь у диференціації провідних тканин молодих пагонів рослин та сприяє розвитку кореневої системи. 
КАЛЬЦІЙ.
Втрати врожаю озимої пшениці без кальцію - до 25%.
Імуностимулятор Ca+ стимулює ростові процеси та захисні реакції рослин. Потрапляючи до рослини, добриво розпадається на вуглекислий газ (СО2) та кальцій (Са2+), що сприяє:
Потужному біоспалаху розвитку, який видно візуально
Збільшенню вмісту хлорофілу та утворенню пектату - основного цементуючого матеріалу для клітинних стінок і мембран
Підвищенню в’язкості цитоплазми й збереженню вологи в рослині
Регуляції продихів та індукції білків теплового шоку, що допомагає рослині краще переносити тривалий вплив посухи
За низьких температур, сприяє підвищенню активності білкової фосфатази та активації білка кальмодуліна, що відповідає за холодостійкість і акліматизацію.
Ярило Імуностимулятор Ca+ - це сучасне біодобриво, яке зміцнює рослини, сприяє стійкості до стресових факторів, збільшує врожайність та покращує якість продукції.

### Марганець
Культури, чутливі до нестачі марганцю: цукровий та кормовий буряк, овес, картопля, яблуня, черешня та малина.
Марганець сприяє підвищенню якісних показників урожаю с-г культур: вмісту цукрів в коренеплодах цукрового буряка та ягодах суниці, крохмалю в бульбах картоплі, білка в зерні зернових культур, вітаміну С в плодах, ягодах та овочах.

### Бор
Культури, чутливі до нестачі бору: цукровий буряк, ріпак, соя, соняшник, бобові, фруктові дерева, овочі та інші.
Бор сприяє збільшенню кількості квіток на рослині, покращенню процесу запилення та знижує їх абортивність, підвищує розвиток репродуктивних органів. Попереджує розвиток фізіологічних хвороб (хлороз, гниль серцевини коренеплодів, деформація листя та ін.) Бор регулює вміст сахарози в коренеплодах, тому додаткове підживлення вирощуваних культур добривом Бор має вирішальне значення, як для збільшення урожаю коренеплодів, так і для підвищення вмісту цукру. Препарат сприяє підвищенню імунітету у рослин, покращенню якісних та кількісних показників урожаю. Подовжує термін зберігання продукції.
Нестача бору восени на ріпаку призводить до ЗНИЖЕННЯ ВРОЖАЮ до 30%. Імовірність перезимівлі знижується в рази.
Симптоми нестачі бору:
- РОЗКОЛИ в стеблах.
- ДРІБНІ, ДЕФОРМОВАНІ, ЛАМКІ листки з НЕКРОТИЧНИМИ плямами.
- ПОРОЖНИСТІ коричневі УРАЖЕННЯ в основі стебла.
- ЗАКРУЧЕНА листова пластинка в напрямку центральної жилки із забарвленням краю у ФІОЛЕТОВИЙ колір.
- НИЗЬКОРОСЛІ рослини.
- Особливо уважно контролювати вміст бору треба на ПІЩАНИХ, ЛУЖНИХ ґрунтах, ґрунтах з НИЗЬКИМ ВМІСТОМ ОРГАНІЧНОЇ РЕЧОВИНИ та в періоди ПОСУХИ, оскільки в таких умовах дефіцит елемента посилюється.

Часто, розрізнити нестачу бору неможливо, оскільки, на ранніх стадіях, деякі симптоми схожі на дефіцит інших елементів.

### Залізо
Культури, чутливі до нестачі заліза: бобові, картопля, капуста, томати, кукурудза, плодові — ягідні.
Залізо відіграє важливу роль — входить до складу ферментів для утворення хлорофілу, тому його нестача безпосередньо впливає на інтенсивність процесів фотосинтезу, що проявляється у вигляді захворювання — хлороз. Також, елемент входить до складу іншого ферменту — нітрогеназа, який каталізує процес фіксації молекулярного азоту у бульбочках бобових рослин.
Залізо є обов'язковим елементом для внесення на карбонатних ґрунтах.

### Мідь
Культури, чутливі до нестачі міді: пшениця, ячмінь, овес, кукурудза, коренеплідні, технічні та бобові культури. Дефіцит міді спостерігається на кислих, піщаних, та торф'яних ґрунтах.
Мідь впливає на фіксацію молекулярного азоту ― активує процеси зв'язування атмосферного азоту та на метаболізм рослин. Підвищує стійкість рослин до високих і низьких температур, та до грибкових і бактеріальних захворювань; сприяє стійкості рослин до вилягання.

### Молібден
Культури, чутливі до нестачі молібдену: бобові культури, деякі з родини хрестоцвітих (особливо ріпак і гірчиця), цукрові буряки.
Молібден бере участь у синтезі амінокислот і білків, регулює процес трансформації азоту в рослині. Він відіграє важливу роль у фіксації молекулярного азоту з атмосфери бульбочковими та вільноіснуючими азотфіксуючими бактеріями.
Особливо ефективним Молібден є при застосуванні на кислих ґрунтах, піщаних, з високим вмістом заліза, бідних на фосфор, інтенсивно удобрених мінеральними добривами. 
Рідке добриво для молібден вимогливих культур та, особливо, для культур зі здатністю до симбіотичної фіксації молекулярного азоту. Молібден активує ряд ферментів, бере участь в азотному обміні, синтезі білків і амінокислот та підсилює фіксацію атмосферного азоту. Одним із передових підприємств виробників молібдену в Україні вважається "Група компаній "Ярило".